# Giro del Delfinato 2020
Il Giro del Delfinato 2020, settantaduesima edizione della corsa e valido come nona prova dell'UCI World Tour 2020 categoria 2.UWT, originariamente previsto dal 31 maggio al 7 giugno e posticipato per via della pandemia di COVID-19, si svolse in cinque tappe dal 12 al 16 agosto 2020 su un percorso di 817,5 km, con partenza da Clermont-Ferrand e arrivo a Megève, in Francia. La vittoria fu appannaggio del colombiano Daniel Martínez, che completò il percorso in 21h44'58", alla media di 37,587 km/h, precedendo i francesi Thibaut Pinot e Guillaume Martin.
Sul traguardo di Megève 106 ciclisti, su 161 partiti da Clermont-Ferrand, portarono a termine la competizione.

## Tappe
| Tappa  | Data      | Percorso                                  | km    | Vincitore di tappa | Leader cl. generale |
| ------ | --------- | ----------------------------------------- | ----- | ------------------ | ------------------- |
| 1ª     | 12 agosto | Clermont-Ferrand > Saint-Christo-en-Jarez | 218,5 | Wout Van Aert      | Wout Van Aert       |
| 2ª     | 13 agosto | Vienne > Col de Porte                     | 135   | Primož Roglič      | Primož Roglič       |
| 3ª     | 14 agosto | Corenc > Saint-Martin-de-Belleville       | 157   | Davide Formolo     | Primož Roglič       |
| 4ª     | 15 agosto | Ugine > Megève                            | 153,5 | Lennard Kämna      | Primož Roglič       |
| 5ª     | 16 agosto | Megève > Megève                           | 153,5 | Sepp Kuss          | Daniel Martínez     |
| Totale | Totale    | Totale                                    | 817,5 |                    |                     |

## Squadre e corridori partecipanti
| N.      | Cod. | Squadra               |
| ------- | ---- | --------------------- |
| 1-7     | AST  | Astana Pro Team       |
| 11-17   | EF1  | EF Pro Cycling        |
| 21-27   | BOH  | Bora-Hansgrohe        |
| 31-37   | INS  | Team Ineos            |
| 41-47   | GFC  | Groupama-FDJ          |
| 51-57   | DQT  | Deceuninck-Quick-Step |
| 61-67   | TJV  | Team Jumbo-Visma      |
| 71-77   | ALM  | AG2R La Mondiale      |
| 81-87   | UAD  | UAE Team Emirates     |
| 91-97   | MOV  | Movistar Team         |
| 101-107 | MTS  | Mitchelton-Scott      |
| 111-117 | TFS  | Trek-Segafredo        |

| N.      | Cod. | Squadra                  |
| ------- | ---- | ------------------------ |
| 121-127 | SUN  | Team Sunweb              |
| 131-137 | ARK  | Team Arkéa-Samsic        |
| 141-147 | NTT  | NTT Pro Cycling Team     |
| 151-157 | TBM  | Bahrain-McLaren          |
| 161-167 | COF  | Cofidis                  |
| 171-177 | ISN  | Israel Start-Up Nation   |
| 181-187 | LTS  | Lotto Soudal             |
| 191-197 | TDE  | Total Direct Énergie     |
| 201-207 | CCC  | CCC Team                 |
| 211-216 | CWG  | Circus-Wanty Gobert      |
| 221-227 | BVC  | B&B Hotels-Vital Concept |

## Dettagli delle tappe

### 1ª tappa
- 12 agosto: Clermont-Ferrand > Saint-Christo-en-Jarez – 218,5 km

Risultati
| Pos. | Corridore     | Squadra    | Tempo    |
| ---- | ------------- | ---------- | -------- |
| 1    | Wout Van Aert | Jumbo      | 5h27'42" |
| 2    | Daryl Impey   | Mitchelton | s.t.     |
| 3    | Egan Bernal   | Ineos      | s.t.     |

| Pos. | Corridore     | Squadra    | Tempo    |
| ---- | ------------- | ---------- | -------- |
| 1    | Wout Van Aert | Jumbo      | 5h27'32" |
| 2    | Daryl Impey   | Mitchelton | a 4"     |
| 3    | Egan Bernal   | Ineos      | a 6"     |

### 2ª tappa
- 13 agosto: Vienne > Col de Porte – 135 km

Risultati
| Pos. | Corridore        | Squadra  | Tempo    |
| ---- | ---------------- | -------- | -------- |
| 1    | Primož Roglič    | Jumbo    | 3h39'40" |
| 2    | Thibaut Pinot    | Groupama | a 8"     |
| 3    | Emanuel Buchmann | Bora     | s.t.     |

| Pos. | Corridore        | Squadra  | Tempo    |
| ---- | ---------------- | -------- | -------- |
| 1    | Primož Roglič    | Jumbo    | 9h07'12" |
| 2    | Thibaut Pinot    | Groupama | a 12"    |
| 3    | Emanuel Buchmann | Bora     | a 14"    |

### 3ª tappa
- 14 agosto: Corenc > Saint-Martin-de-Belleville – 157 km

Risultati
| Pos. | Corridore      | Squadra  | Tempo    |
| ---- | -------------- | -------- | -------- |
| 1    | Davide Formolo | UAE      | 4h06'56" |
| 2    | Primož Roglič  | Jumbo    | a 33"    |
| 3    | Thibaut Pinot  | Groupama | s.t.     |

| Pos. | Corridore        | Squadra  | Tempo     |
| ---- | ---------------- | -------- | --------- |
| 1    | Primož Roglič    | Jumbo    | 13h14'35" |
| 2    | Thibaut Pinot    | Groupama | a 14"     |
| 3    | Emanuel Buchmann | Bora     | a 20"     |

### 4ª tappa
- 15 agosto: Ugine > Megève – 153,5 km

Risultati
| Pos. | Corridore          | Squadra    | Tempo    |
| ---- | ------------------ | ---------- | -------- |
| 1    | Lennard Kämna      | Bora       | 4h27'56" |
| 2    | David de la Cruz   | UAE        | a 41"    |
| 3    | Julian Alaphilippe | Deceuninck | a 56"    |

| Pos. | Corridore        | Squadra  | Tempo     |
| ---- | ---------------- | -------- | --------- |
| 1    | Primož Roglič    | Jumbo    | 17h45'32" |
| 2    | Thibaut Pinot    | Groupama | a 14"     |
| 3    | Guillaume Martin | Cofidis  | a 24"     |

### 5ª tappa
- 16 agosto: Megève > Megève – 153,5 km

Risultati
| Pos. | Corridore       | Squadra | Tempo    |
| ---- | --------------- | ------- | -------- |
| 1    | Sepp Kuss       | Jumbo   | 3h58'39" |
| 2    | Daniel Martínez | EF      | a 27"    |
| 3    | Tadej Pogačar   | UAE     | a 30"    |

| Pos. | Corridore        | Squadra  | Tempo     |
| ---- | ---------------- | -------- | --------- |
| 1    | Daniel Martínez  | EF       | 21h44'58" |
| 2    | Thibaut Pinot    | Groupama | a 29"     |
| 3    | Guillaume Martin | Cofidis  | a 41"     |

## Evoluzione delle classifiche
| Tappa              | Vincitore          | Classifica generale Maglia gialla | Classifica a punti Maglia verde | Classifica scalatori Maglia blu a pois | Classifica giovani Maglia bianca | Classifica a squadre |
| ------------------ | ------------------ | --------------------------------- | ------------------------------- | -------------------------------------- | -------------------------------- | -------------------- |
| 1ª                 | Wout Van Aert      | Wout Van Aert                     | Wout Van Aert                   | Michael Schär                          | Egan Bernal                      | Team Jumbo-Visma     |
| 2ª                 | Primož Roglič      | Primož Roglič                     | Wout Van Aert                   | Michael Schär                          | Egan Bernal                      | Team Jumbo-Visma     |
| 3ª                 | Davide Formolo     | Primož Roglič                     | Primož Roglič                   | Davide Formolo                         | Daniel Martínez                  | Team Jumbo-Visma     |
| 4ª                 | Lennard Kämna      | Primož Roglič                     | Primož Roglič                   | David de la Cruz                       | Daniel Martínez                  | Team Jumbo-Visma     |
| 5ª                 | Sepp Kuss          | Daniel Martínez                   | Wout Van Aert                   | David de la Cruz                       | Daniel Martínez                  | Team Jumbo-Visma     |
| Classifiche finali | Classifiche finali | Daniel Martínez                   | Wout Van Aert                   | David de la Cruz                       | Daniel Martínez                  | Team Jumbo-Visma     |

Maglie indossate da altri ciclisti in caso di due o più maglie vinte
- Nella 2ª tappa Daryl Impey ha indossato la maglia verde al posto di Wout Van Aert.
- Nella 4ª e 5ª tappa Wout Van Aert ha indossato la maglia verde al posto di Primož Roglič.

## Classifiche finali

### Classifica generale - Maglia gialla
| Pos. | Corridore          | Squadra  | Tempo     |
| ---- | ------------------ | -------- | --------- |
| 1    | Daniel Martínez    | EF       | 21h44'58" |
| 2    | Thibaut Pinot      | Groupama | a 29"     |
| 3    | Guillaume Martin   | Cofidis  | a 41"     |
| 4    | Tadej Pogačar      | UAE      | a 56"     |
| 5    | Miguel Ángel López | Astana   | a 1'38"   |
| 6    | Romain Bardet      | AG2R     | a 1'43"   |
| 7    | Tom Dumoulin       | Jumbo    | a 2'07"   |
| 8    | Lennard Kämna      | Bora     | a 2'14"   |
| 9    | Warren Barguil     | Arkéa    | a 2'49"   |
| 10   | Sepp Kuss          | Jumbo    | a 2'55"   |

### Classifica a punti - Maglia verde
| Pos. | Corridore       | Squadra    | Punti |
| ---- | --------------- | ---------- | ----- |
| 1    | Wout Van Aert   | Jumbo      | 29    |
| 2    | Tadej Pogačar   | UAE        | 29    |
| 3    | Thibaut Pinot   | Groupama   | 28    |
| 4    | Daniel Martínez | EF         | 22    |
| 5    | Daryl Impey     | Mitchelton | 22    |

### Classifica scalatori - Maglia blu a pois
| Pos. | Corridore          | Squadra    | Punti |
| ---- | ------------------ | ---------- | ----- |
| 1    | David de la Cruz   | UAE        | 68    |
| 2    | Julian Alaphilippe | Deceuninck | 52    |
| 3    | Fausto Masnada     | CCC        | 28    |
| 4    | Pavel Sivakov      | Ineos      | 26    |
| 5    | Thibaut Pinot      | Groupama   | 26    |

### Classifica giovani - Maglia bianca
| Pos. | Corridore       | Squadra  | Tempo     |
| ---- | --------------- | -------- | --------- |
| 1    | Daniel Martínez | EF       | 21h44'58" |
| 2    | Tadej Pogačar   | UAE      | a 56"     |
| 3    | Lennard Kämna   | Bora     | a 2'14"   |
| 4    | Pavel Sivakov   | Ineos    | a 3'10"   |
| 5    | Enric Mas       | Movistar | a 22'33"  |

### Classifica a squadre
| Pos. | Squadra           | Tempo     |
| ---- | ----------------- | --------- |
| 1    | Team Jumbo-Visma  | 65h32'57" |
| 2    | Groupama-FDJ      | a 18'51"  |
| 3    | Team Ineos        | a 21'55"  |
| 4    | Movistar Team     | a 40'36"  |
| 5    | UAE Team Emirates | a 47'49"  |